# Vườn quốc gia Abruzzo, Lazio và Molise
Vườn quốc gia Abruzzo, Lazio và Molise (tiếng Ý: Parco Nazionale d'Abruzzo, Lazio e Molise, thường được gọi với tên là Vườn quốc gia Abruzzo) là một vườn quốc gia của Ý được thành lập từ năm 1922. Với diện tích 496,80 km2 (191,82 dặm vuông Anh).
, phần lớn diện tích của nó nằm tại Abruzzo mặc dù nó bao gồm cả khu vực tự nhiên của Lazio và Molise. Trụ sở chính của vườn quốc gia nằm tại Pescasseroli, thuộc tỉnh L'Aquila.
Vườn quốc gia bao gồm các di tích tự nhiên cổ nhất của dãy Appennini, và là vườn quốc gia được thành lập thứ hai tại Ý. Nó có vai trò quan trọng trong việc bảo tồn nhiều loài động thực vật hoang dã, trong đó kể đến sơn dương Chamois vùng Pyrénées, sói Italia, gấu nâu Marsican, hoẵng châu Âu, lợn rừng, gõ kiến. Hai phần ba diện tích tự nhiên của vườn quốc gia này là rừng sồi, mặc dù nơi đây còn có các loài khác như thông, thông núi, bạch dương. Những rừng sồi tự nhiên ở đây là một phần của Di sản thế giới Các khu rừng sồi nguyên sinh trên dãy Carpath và các khu vực khác của châu Âu được UNESCO công nhận vào năm 2017.

## Lịch sử
Ý tưởng về việc thành lập vườn quốc gia có từ những năm sau Thế chiến I nhờ vào công trình nghiên cứu của Erminio Sipari, một nhà tự nhiên học và là thành viên của Nghị viện Ý, anh em họ của chính trị gia nổi tiếng Benedetto Croce. Giữa tháng 10 và tháng 11 năm 1921, đô thị Opi đã thuê 5 km vuông đất đai của tư nhân nhằm mục đích bảo vệ động thực vật và Erminio Sipari đã thành lập ở Roma một tổ chức để quản lý khu bảo tồn. Vì vậy, vườn quốc gia được thành lập vào tháng 9 năm 1922. Trong vài năm kế tiếp, lãnh thổ của vườn quốc gia mở rộng qua các đô thị lân cận cho đến khi nó được bao phủ diện tích khoảng 120 km² vào năm 1923. Giai đoạn hoạt động mạnh mẽ kéo dài và vườn quốc gia sau đó đã mở rộng thêm khoảng 300 km² trước khi nó bị bãi bỏ bởi chính phủ phát xít vào năm 1933.
Việc tái thiết lập diễn ra vào năm 1950 nhưng khi đó là giai đoạn khó khăn tài chính của chính phủ, tiếp theo là sự bùng nổ của các đô thị khiến 12.000 cây rừng bị đốn hạ để xây nhà, đường sá và đường trượt tuyết. Việc tái tổ chức quản lý vào cuối những năm 1960 đã báo trước thời điểm tốt hơn và đến năm 1976, vườn quốc gia được mở rộng thêm lên tới 400 km², các làng lân cận ở Molise đã bị thuyết phục bởi những lợi ích kinh tế mà vườn quốc gia này đem lại. Ngày nay, vườn quốc gia có diện tích 500 km², lớn gấp 100 lần so với ban đầu.

## Địa lý
Các ngọn núi trong vườn quốc gia là Petroso (2.249 mét), Marsicano (2.245 mét), Meta (2.242 mét), Tartaro (2.191 mét), Jamiccio (2.074 mét), Cavallo (2.039 mét), Palombo (2.013 mét). Chúng là các đỉnh nằm trong khối núi Monti della Meta. Sông Sangro gần Pescasseroli và chảy về phía đông nam qua hồ nhân tạo Barrea trước khi chảy ra khỏi ranh giới vườn quốc gia và hướng về phía đông bắc. Các con sông khác trong vườn quốc gia là Giovenco, Malfa và Volturno. Các hồ khác là Vivo, Pantaniello, Scanno, Montagna Spaccata, Castel San Vincenzo, Grottacampanaro và Selva di Cardito.

## Động thực vật
Vườn quốc gia có nhiều loài động vật hoang dã quý hiếm và có nguy cơ tuyệt chủng, trong đó phải kế đến gấu nâu Marsican (gấu nâu Apennin), Sói Italia. Số liệu báo cáo thì loài gấu nâu Marsican có khoảng 70-100 cá thể nhưng thực tế con số này chỉ là khoảng gần 30, nguyên nhân chủ yếu là do nạn săn trộm và tình trạng chuyển đổi đất canh tác khiến chúng mất môi trường sống. Loài Sói Italia từng được ghi nhận là số lượng chỉ còn 40 cá thể nhưng đã được phục hồi trong những năm gần đây. Sự hiện diện của loài Linh miêu Á-Âu vẫn còn gây nhiều tranh cãi và không có nghiên cứu khoa học nào chứng minh điều đó. Số lượng nhiều hơn cả phải kể đến Hươu đỏ, Hoẵng châu Âu và Lợn rừng. Một số loài khác có mặt tại vườn quốc gia bao gồm Chồn hôi châu Âu, Chồn thông châu Âu, Lửng châu Âu, Rái cá thường, Chồn sồi, Sơn dương Chamois, Thỏ núi, Triết bụng trắng, Chuột chũi châu Âu, Nhím gai châu Âu, Chuột sóc nâu, Sóc đỏ, Chuột tuyết châu Âu.
Nhiều loài chim săn mồi có mặt tại vườn quốc gia. Đáng chú ý phải kể đến đại bàng vàng, Ưng ngỗng, Diều thường, Cắt lớn, Cắt lưng hung, Cắt hỏa mai. Các loài Cú nhỏ, Cú lợn lưng xám, Hù nivicon có thể thấy vào ban đêm. Một số loài chim nhỏ khác tại vườn quốc gia như Gõ kiến xanh châu Âu, Quạ mỏ đỏ, Chìa vôi xám, Chim lội suối.
Về thực vật, vườn quốc gia có hệ thực vật vô cùng phong phú với khoảng 2.000 loài bao gồm cả các loài lan, tảo và nấm. Vườn quốc gia là nhà của rất nhiều các loài hoa sặc sỡ như Iris marsica, Primula vulgaris, Long đởm, Tiên khách lai, Hoa tím, Loa kèn. Một số loài vô cùng quý hiếm bao gồm Lan lài (Cypripedium calceolus), Phong lan vàng và đen.
Ưu thế nhất tại vườn quốc gia là loài Sồi. Chúng chiếm 60% diện tích thường phát triển ở độ cao 900-1800 mét tạo ra cảnh quan đầy màu sắc tuyệt đẹp khắp các mùa trong năm. Một số loài khác như Thông đen, Thông núi, Bạch dương.